# 인터넷 프로토콜 제어 프로토콜
인터넷 프로토콜 제어 프로토콜 또는 인터넷 프로토콜 컨트롤 프로토콜(Internet Protocol Control Protocol, IPCP)은 컴퓨터 네트워킹에서 점대점 프로토콜(P2P) 링크를 통해 인터넷 프로토콜을 설정하고 구성하는 네트워크 제어 프로토콜(NCP)이다. IPCP는 IP 주소를 구성하고 지점 간 링크의 양쪽 끝에서 IP 프로토콜 모듈을 활성화 및 비활성화한다. IPCP는 링크 제어 프로토콜과 동일한 패킷 교환 메커니즘을 사용한다. PPP가 네트워크 계층 프로토콜(NLP) 단계에 도달할 때까지 IPCP 패킷을 교환할 수 없으며, 이 단계에 도달하기 전에 수신된 IPCP 패킷은 자동으로 삭제되어야 한다. IPCP의 NCP 프로토콜 코드 번호는 0x8021이다.
PPP 연결의 두 종단점은 각각 피어에게 IPCP 구성 요청을 보내야 한다. TCP/IP 옵션은 PPP 연결의 각 방향에 대해 독립적이기 때문이다.
PPP 종단점은 피어에게 특정 IP 주소를 요청할 수 있다. 또한, 0.0.0.0 주소를 요청하여 피어에게 IP 주소를 제안해 달라고 요청할 수도 있다. 피어는 IPCP Nak 패킷으로 제안을 전송하며, 첫 번째 피어는 협상을 완료하기 위해 이 패킷을 요청해야 한다. 실제로 가정용 광대역 연결에 일반적으로 사용되는 PPPoE와 같은 프로토콜에서는 후자 방식(요청 제안, 제안 포함 nak, 제안된 주소 요청)을 사용하여 ISP 클라이언트 엔드포인트(즉, 고객 댁내 장비)의 IP 주소를 설정하는 반면, 전자 방식(요청 주소)은 클라이언트에게 ISP 엔드포인트 IP(공급자 에지 장비)를 알리는 데 사용된다.
유사한 NCP인 IPv6 제어 프로토콜(IPv6 Control Protocol)이 IPv6에 존재한다. 이 프로토콜은 듀얼 스택 링크의 동일한 PPP 연결에서 IPCP와 함께 사용될 수 있다. (IPv6를 지원하지 않는 최신 장비와 구형 장비를 연결할 때, IPV6CP를 지원하지 않는 측에서 프로토콜 0x8057에 대한 LCP ProtRej 메시지가 표시된다.)

## 같이 보기
- 동적 호스트 구성 프로토콜